# Fangyi

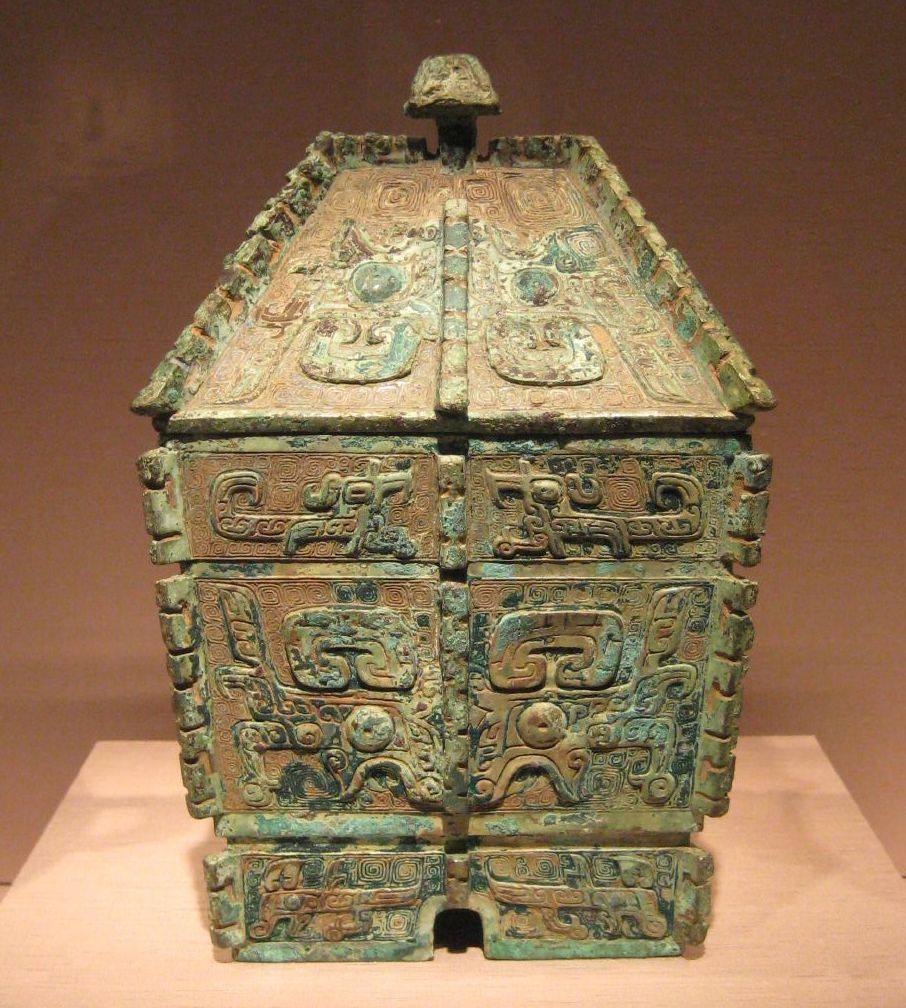
Fangyi que data del (dinastía Shang)

Un fangyi (en chino simplificado, 方彜; Wade-Giles, fang-i; 'bronce cuadrado') es un tipo de recipiente de bronce ritual chino típico de los períodos Shang y Zhou de la Edad del Bronce en China (c. 1800-900 a. C.). Tiene la forma de un féretro cuadrado o rectangular con una cubierta que se asemeja a un techo a cuatro aguas, rematado por un pomo de similar apariencia a cuatro aguas. El borde inferior suele tener una muesca semicircular.
Por lo general, están lujosamente decorados, a menudo con patrones taotie que representan bestias mitológicas. Solían estar conectados para crear un contenedor gemelo o oufangyi. Su forma difirió algo con el tiempo; los producidos durante el periodo Shang normalmente tenían cuerpos rectos, los de inicios de la dinastía Zhou eran abultados a los lados y los de mediados de la dinastía Zhou tienen asas que se asemejan a la trompa de un elefante. El sinólogo Carl Hentze sugirió que la forma de la vasija representa un templo ancestral de la época, con techos inclinados, vigas salientes y una base cuadrada o rectangular.
Los fangyi parecen haber evolucionado a partir de vasijas de cerámica en el Neolítico y también fueron talladas en mármol blanco durante el periodo Shang. Aparecieron por primera vez en bronce al comienzo del período Yinxu (siglos XIII-XI a. C.) o durante la transición del siglo XIV entre la cultura de Erligang y la de Yinxu. Desaparecieron hacia mediados del período Zhou Occidental.
Se cree que se utilizaron para celebrar ofrendas rituales de comida, aunque también es posible que se hayan utilizado para contener vino. Durante las eras Shang y Zhou, los reyes y aristócratas solían buscar traer buena fortuna y evitar el mal haciendo sacrificios en honor a los antepasados. Se utilizaron tanto en vida como como ajuar funerario, y se han encontrado en tumbas como la de la reina Fu Hao del siglo XIII a. C.
Muchos fangyi estaban inscritos con formas muy tempranas de escritura china, generalmente representando los nombres de los propietarios de las vasijas o los antepasados a quienes estaban dedicados. Las inscripciones suelen aparecer en las paredes o suelos interiores de los vasos y en la parte inferior de las tapas. Fueron fundidos en el bronce en lugar de ser grabados directamente en el metal. La forma altamente pictográfica de las inscripciones más cortas de la era Shang se convirtió más tarde en inscripciones más largas en la época de la dinastía Zhou, con caracteres escritos más estandarizados que a menudo conmemoran eventos que involucran a la persona que había encargado la vasija. Por lo tanto, se considera que los fangyi representan una fuente importante de la historia china antigua y el desarrollo del sistema de escritura chino.